# ウェイン郡 (ジョージア州)
ウェイン郡（英: Wayne County）は、アメリカ合衆国ジョージア州の南東部に位置する郡である。人口は3万0144人（2020年）。郡庁所在地はジェサップ市であり、同郡で人口最大の都市である。

## 歴史
ジェームス・オグルソープ将軍がジョージア植民地を開設してから70年後、さらに13植民地の1つとして独立を宣言してから27年後の1803年にウェイン郡が設立された。1802年1月16日にクリーク族インディアンとウィルキンソン条約を結び、タラシー・カントリーの一部およびオコニー川とオクマルギー川の支流に挟まれた土地の一部がアメリカ合衆国に譲渡されたことに続き、1803年のジョージア州議会の法によりウェイン郡が創設された。ジョージア州28番目の郡であり、長さは約100マイル (160 km) だが、幅は様々に変化する細長い領域だった。アルタマハ川の南6マイル (10 km)、サティラ近くでは幅8マイル (13 km)、アルタマハの南約27マイル (43 km) では幅が5マイル (8 km) だった。1802年以前に組織化された郡は全て思い付きの郡であり、測量が行われたことは無かった。実際にあるよりも多くの土地が与えられており、ウェイン郡の場合もこれが当てはまった。1803年に作られたが、1805年の土地抽選法ができて初めて有効な抽選が行われた。この法では、ウェイン郡の土地50万エーカー (2,000 km²) がタラシー・ストリップとなり、これが抽選にかけられて、より正式な開拓地となった。1805年12月7日を郡の創設の日とすることにした。抽選に使う藁は見えない所で引かれ、勝者は湿地を充てられる可能性があったので、この地域は抽選をやるには不人気だった。ウェイン郡は海岸に近くアルタマハに接していたので、セントオーガスティンが設立された当時はスペインの伝道所が作られ、またフランスが短命に終わった開拓地を作ったときもあった。ウェイン郡にはフランス、スペイン、イングランド、それにアメリカ連合国の旗が翻ったことがあったが、いずれも短命だった。
郡名はアメリカ独立戦争以降の戦績で英雄になっていたアンソニー・ウェインに因んで名付けられた。1779年7月15日、ウェインがストーニーポイントのイギリス軍守備隊を急襲したときに、"マッド"・アンソニーというニックネームを貰った。ウェインはジョージ・ワシントンの重要な参謀として働き、ナサニエル・グリーン将軍の下に付いて1781年にはジョージアに来た。
ウェイン郡の発展は鈍く、政府の関心も薄かった。1829年になって州議会が郡庁所在地を創設した。最初の郡庁所在地はウェインズビルであり、細長い郡にあって開拓者が郡庁舎など政府機関に行きやすくするために郡の中央に位置した。この町には郡初の学校ができ、ミネラルスプリングス・アカデミーと呼ばれた。この名前は町の住宅街の東すぐにあった有名な鉱泉によっていた。1873年、郡庁舎委員会がジェサップに郡庁舎を完成させたと報告した時まで、ウェインズビルが郡庁所在地だった。
ウェイン郡で最初の郵便局は1814年1月29日にタッカーズビルに作られ、タッカーズビルがウェインズビルに先立った郡庁所在地に指定されていた。初代郵便局長はジョン・タッカーであり、その後ウィリアム・A・ナイトとロバート・スタフォードが引き継ぎ、1827年に閉鎖された。1850年にはタッカーズビルが地図から消えており、その正確な場所は不明だが、ポスト道路沿いのウェインズビルの北、バッファロー湿地近くとされている。
ジェサップの市名が誰に因むものかについて疑義があるが、1870年10月24日にジェサップと付けられたことは確かである。アトランティック・アンド・ガルフ鉄道の第6号駅に沿ってできたこの町は、市長のウィリス・クラリーの努力もあって市になるまで成長した。クラリーは1868年にウェイン郡に移住してきており、それから間もない1870年12月3日に開催された集会で市長に選出された。メイコン・アンド・ブランズウィック鉄道を説得して、ジェサップでアトランティック・アンド・ガルフ鉄道と接続するようにしたのが、クラリーだとされている。ジェサップはその初めから鉄道町であり、1891年には既に住人が何らかの形で鉄道と結びついたものになっていた。
スクリーブンとオーダムの町は、正式に法人化されたのが1907年になってからだが、やはり昔から鉄道町だった。スクリーブンはアトランティック・アンド・ガルフ鉄道の終着駅になった1854年に設立され、最古の町になっていた。この鉄道はスクリーブンとトマスビルを結んでおり、トマスビルは当時ヨーロッパ人や富裕なアルメニア人に人気のあるリゾート町だった。第7号駅が何時スクリーブンと呼ばれるようになったか正確には不明だが、当時鉄道をその始まりから運行していたジェイムズ・プロクター・スクリーブン博士と、その息子であるサバンナのジョン・ブライアン・スクリーブンに因む命名である。スクリーブンの町で最初の実業家かつ土地所有者のC・C・グレースが町の建設に貢献した。同様にゴッドフリー・オーダムがその資産を作るために不動産を活用し、町として成長させた。オーダムの町はメイコン・アンド・ブランズウィック鉄道の停車駅となり、後にはイーストテネシー・バージニア・アンド・ジョージア鉄道となった。1870年のメイコン・アンド・ブランズウィック鉄道の時刻表ではサティラとされており、その前はハスラムと呼ばれていた。鉄道によってオーダムのテレピン油や木工製品をより大きな市場に運び出すことができるようになった。
ジャーナリストのヘンリー・W・グレイディはかつて、南ジョージアは松の木と牛に適しているだけであり、ウェイン郡を松の群落で埋めたのも松であると語っていた。また「ウェイン郡出身の人を言い当てることはできるが、そんなに多くはいない」と語った人もいた。長年、テレピン油と海軍用物資のお蔭で町、学校、教会が鉄道と水流沿いに作られた。マウントプレザント、ガーディ、マッキノン、ドクタータウン、マニングタウン、ブレントウッド、リッチ、オークイン、マドレースプリングス、パイニーグローブといった場所は家族生活の中心だった。ヘンリー・W・グレイディが軽蔑した松の木は郡経済を推進し、テレピン油と木工品の時代から20世紀のパルプと紙の産業に移っていった。
現在郡内のアメリカ国道301号線沿いには、国内でも残り少なくなったドライブイン・シアターの「ザ・ジェサップ・ドライブ・イン」が営業されている。

## 地理
アメリカ合衆国国勢調査局に拠れば、郡域全面積は648.80平方マイル (1,680.4 km2)であり、このうち陸地644.66平方マイル (1,669.7 km2)、水域は4.13平方マイル (10.7 km2)で水域率は0.64%である。

### 主要高規格道路

#### アメリカ国道
- アメリカ国道25号線
- アメリカ国道84号線
- アメリカ国道301号線
- アメリカ国道341号線

#### ジョージア州道
- ジョージア州道23号線
- ジョージア州道27号線
- ジョージア州道38号線
- ジョージア州道169号線
- ジョージア州道203号線

### 隣接する郡
- タットノール郡 - 北
- ロング郡 - 北東
- マッキントシュ郡 - 東
- グリン郡 - 南東
- ブラントリー郡 - 南
- ピアース郡 - 南西
- アップリング郡 - 北西

## 人口動態
以下は2000年国勢調査による人口統計データである。
| 基礎データ - 人口: 26,565人 - 世帯数: 9,324 世帯 - 家族数: 6,937 家族 - 人口密度: 16人/km2（41人/mi2） - 住居数: 10,827軒 - 住居密度: 6軒/km2（17軒/mi2） 人種別人口構成 - 白人: 76.7% - アフリカン・アメリカン: 20.3% - ネイティブ・アメリカン: 0.2% - アジア人: 0.4% - 太平洋諸島系: 0.1%未満 - その他の人種: 1.3% - 混血: 1.0% - ヒスパニック・ラテン系: 3.8% 年齢別人口構成 - 18歳未満: 25.9% - 18-24歳: 8.6% - 25-44歳: 30.7% - 45-64歳: 23.4% - 65歳以上: 11.4% - 年齢の中央値: 36歳 - 性比（女性100人あたり男性の人口） - 総人口: 108.4 - 18歳以上: 109.8 | 世帯と家族（対世帯数） - 18歳未満の子供がいる: 35.9% - 結婚・同居している夫婦: 56.5% - 未婚・離婚・死別女性が世帯主: 14.0% - 非家族世帯: 25.6% - 単身世帯: 22.6% - 65歳以上の老人1人暮らし: 9.4% - 平均構成人数 - 世帯: 2.62人 - 家族: 3.06人 収入と家計 - 収入の中央値 - 世帯: 32,766米ドル - 家族: 39,442米ドル - 性別 - 男性: 31,977米ドル - 女性: 19,551米ドル - 人口1人あたり収入: 15,628米ドル - 貧困線以下 - 対人口: 16.7% - 対家族数: 13.4% - 18歳未満: 22.7% - 65歳以上: 14.4% |

## 連邦政府の機関
アメリカ合衆国刑務所局が郡内のジェサップ市で連邦矯正施設ジェサップを運営している。

## 都市と町
- ジェサップ - 郡庁所在地
- オーダム
- スクリーブン

### 未編入の町
- ガーディ
- マドレースプリングス
- マニングタウン
- ブレントウッド
- ドクタータウン

### 廃村
- ウェインズビル（ブラントリー郡にもウェインズビルという町がある）* タッカーズビル
- ペンダービス
- フォートバーリントン
- ウィリアムズバーグ